# Landry Nnoko
Landry Nnoko, né le 9 avril 1994, à Yaoundé, au Cameroun, est un joueur camerounais de basketball pour le BCM Gravelines-Dunkerque en BetclicELITE et Coupe d'Europe FIBA.
Il est le cousin de Luc Mbah a Moute.

## Biographie
En juin 2020, Nnoko remporte le Champion d'Allemagne avec l'ALBA Berlin puis rejoint l'Étoile rouge de Belgade pour une saison.
En août 2021, Nnoko s'engage avec le Saski Baskonia, club espagnol évoluant en première division et en Euroligue.
Durant l'été 2023, Nnoko signe en France pour la première fois de sa carrière, au BCM Gravelines-Dunkerque ! Il y disputera la Coupe d'Europe FIBA en parallèle de la BetclicELITE.

## Palmarès
- Champion de Serbie 2021
- Vainqueur de la Ligue adriatique 2021
- MVP des Playoffs de la Ligue adriatique 2021
- NBA Development League Defensive Player of the Year 2018
- ACC All-Defensive team 2016
- Vainqueur de la Coupe d'Allemagne 2020
- Champion d'Allemagne 2020